# Epígenes de Sición
Epígenes de Sición (en griego antiguo: Ἐπιγένης ὁ Σικυώνιος, en latín: Epigenes; Sición, antes del 535 a. C. - ...) fue un antiguo dramaturgo griego.

## Biografía
Contemporáneo de Tespis (o poco antes), fue el autor, junto con Arión de Lesbos, del proceso que transformó los ditirambos, al principio simples cantos corales, en tragedias. Algunas fuentes lo consideran uno de los primeros poetas trágicos, aunque comúnmente no se le considera un verdadero tragediógrafo.
Según la Suda,  fue el «tragediógrafo» más antiguo, incluso más que Tespis, al que se suele considerar el inventor de la tragedia (siglo VI a. C.)
Podemos conjeturar que Epígenes fue uno de esos poetas pioneros que se atrevieron a introducir mitos e historias sobre otras figuras mitológicas en los ditirambos cantados en honor de Dioniso. Ciertamente, estas innovaciones no siempre fueron acogidas positivamente por el público. Así, según la  Souda, [3] cuando en una ocasión se representó una tragedia de Epigenes dedicada al dios Dioniso,  pero en la que se intercalaban mitos sobre otros dioses, la frase ‘gritada’ por primera vez por los espectadores fue la de «Uden a Dioniso» [Esto no tiene nada que ver con Dioniso], que se convertiría en un proverbio y se decía, según nos informa Zenobio, cuando alguien hablaba fuera de tema pero en la que se intercalaban mitos sobre otros dioses 
No se conserva ningún fragmento de la obra de Epigenes. Anteriormente, algunos lo identificaban con su tocayo Epigenes, el poeta de la comedia media.
La Suda remonta el siguiente proverbio a Epígenes: «no tiene nada que ver con Dioniso», explicando que se trataba de una exclamación de la gente que había presenciado una tragedia de Epígenes dedicada al dios. La Suda también ofrece otras posibles explicaciones del proverbio, como que se originó con el cambio gradual de los temas de las tragedias, que ya no estaban dedicadas a Dioniso, sino a mitos o acontecimientos históricos.
Por la palabra tragedia solo podemos entender la antigua τραγῳδία (tragedia) ditirámbica y satírica, en la que es posible que Epígenes haya sido el primero en introducir otros temas que el original de las  originales, si al menos nos fiamos del relato que encontramos en Apostolo, Focio y la Suda sobre el origen del proverbio οὐδὲν πρὸς τὸν Δτόνυσον. Esto sería claramente uno de los primeros pasos en la transformación gradual de la antigua representación ditirámbica en la tragedia dramática de épocas posteriores, y puede tender a justificar la afirmación que atribuye la invención de la tragedia a los sicionios. No sabemos en qué época floreció Epigenes, y el punto era dudoso en tiempos de la Suda, quien dice (s. v. Θέσπις) que, según algunos, fue el decimosexto antes de Tespis, mientras que, según otros, le precedió casi inmediatamente.Fabricius, Johann Albert. Bibliotheca Graeca (en inglés). p. 354. No se conserva ningún fragmento de la obra de Epigenes. Anteriormente, algunos lo identificaban con su tocayo Epígenes, el poeta de la comedia media.